# Pseudomysidia hindore
Pseudomysidia hindore är en insektsart som beskrevs av Broomfield 1985. Pseudomysidia hindore ingår i släktet Pseudomysidia och familjen Derbidae. Inga underarter finns listade i Catalogue of Life.